# شامپانزه (فیلم ۱۹۳۲)
شامپانزه (انگلیسی: The Chimp) فیلمی کمدی با نقش آفرینی لورل و هاردی است.

## داستان فیلم
سیرکی که لورل و هاردی در آن کار می‌کنند ورشکست می‌شود و مالک سیرک به هر یک از کارکنان یکی از حیوانات سیرک را به عنوان دستمزد می هد. از این میان سهم هاردی یک گوریل ماده و سهم لورل جعبه‌ای پر از ساس می‌شود. مشکل اصلی اینجاست که آنها جایی را برای اقامت ندارد و کسی هم به یک گوریل اتاق اجاره نمی‌دهد.